# Hôtel de Sagonne
Hôtel de Sagonne je městský palác ze 17. století, který se nachází v Paříži v historické čtvrti Marais ve 4. obvodu na adrese 28, Rue des Tournelles a 23, Boulevard Beaumarchais. Palác je od roku 1943 chráněn jako historická památka.

## Historie
Palác si postavil architekt Jules Hardouin-Mansart jako svoji rezidenci v letech 1667–1670 u příležitosti svého sňatku s Annou Bodinovou 3. února 1668. V roce 1681 se stal královským architektem a roku 1699 správcem královských staveb. Jules Hardouin-Mansart od roku 1686 svůj palác bohatě zařizoval s touhou demonstrovat své nové sociální postavení. Najal významné malíře a sochaře Královské akademie malířství a sochařství jako byli Michel Corneille mladší a jeho bratr Jean-Baptiste Corneille, Charles de La Fosse, Étienne Allegrain nebo Martin Desjardins.

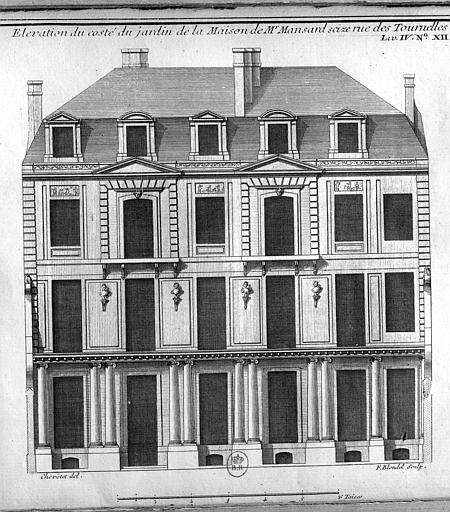
Plány paláce z 18. století

V letech 1690–1692 byl palác rozšířen a tvořil tři stavby: samotný palác, kde žil Hardouin-Mansart s rodinou, druhý dům, kde žil Robert de Cotte, jeho švagr a jeho rodina, a poslední byl určený k pronájmu, kde žil architekt Jean Aubert (1680–1741), žák Hardouina-Mansarta.
Po smrti Julesa Hardouina-Mansarta v roce 1708 palác zdědil jeho syn Jacques, hrabě ze Sagonne (1677–1762). Vdova po architektovi zde žila až do své smrti v roce 1738. Palác mezitím přešel do rukou nové manželky hraběte ze Sagonne, Madeleine Huguény, dříve jeho milenky a matky jeho dvou synů. Těmi byli architekti Jean Mansart de Jouy (1705–1783) a Jacques Hardouin-Mansart de Sagonne (1711–1778). Madeleine Huguény po sňatku v roce 1720 měla palác v majetku až do své smrti v roce 1753. Poté se přešel zpět na hraběte ze Sagonne. Když hrabě v říjnu 1762 zemřel, palác zdědili potomci jeho starší sestry Catherine-Henriette – Anne-Claude-Louise markýza d'Arpajon. Synové hraběte z Sagonne nemohli zdědit svého otce navzdory manželství se svou matkou, neboť  od krále nezískali legitimační listiny, které by jim to umožňovaly.
V roce 1767 zemřela markýza d'Arpajon a palác zdědili její dcera a zeť, Anna d'Arpajon a hrabě Philippe de Noailles. Ti palác v srpnu 1777 prodali Marie-Anne, manželce Alexise Malleta de Largillière, hraběte Graville, barona Cruise, za 100 000 livrů. V letech 1792–1819 palác vlastnil stavitel Lazare Antoine Perrot a jeho dědicové. Poté se jeho majitelé střídali až do poloviny 20. století, kdy byl palác přestavěn na byty.
Palác i se zahradou byl 16. dubna 1943 zanesen do seznamu historických památek.

## Architektura
Střízlivá kamenná fasáda na Rue des Tournelles je charakteristická jednoduchým stylem, který praktikoval Jules Hardouin-Mansart. Naopak fasáda do palácové zahrady je ozdobnější. Je doplněna frontony a reliéfy a velkým balkonem na sloupech v prvním patře. Palác je obzvláště významný svými malbami, které byly v roce 1924 odkryty pod starými falešnými stropy. Představují soubor alegorických obrazů ze 17. století.
Palác Sagonne byl renovován a rozdělen na byty. Není proto veřejnosti přístupný.